# Saint-Agoulin
 Saint-Agoulin  là một xã thuộc tỉnh Puy-de-Dôme trong vùng Auvergne-Rhône-Alpes miền trung nước Pháp. Xã này nằm ở khu vực có độ cao 485 mét trên mực nước biển.